# پائولا برادول
پائولا برادول (انگلیسی: Paula Broadwell؛ زادهٔ ۹ نوامبر ۱۹۷۲) روزنامه‌نگار، زندگی‌نامه‌نویس، و نویسنده اهل ایالات متحده آمریکا است.
در تاریخ ۹ نوامبر ۲۰۱۲ میلادی، ژنرال دیوید پترائوس با انتشار بیانیه‌ای اعلام کرد که از مقام خود به عنوان رئیس سازمان سیا کناره‌گیری کرده است. دلیل این استعفا، افشای رابطه نامشروع با پائولا برادول بود که زندگی‌نامه‌اش را می‌نوشت.